# دونستيبل (ماساتشوستس)
دونستيبل (بالإنجليزية: Dunstable, Massachusetts)‏ هي بلدة أمريكية تقع في الولايات المتحدة في مقاطعة ميدلسيكس (ماساشوستس). يقدر عدد سكانها بـ 3,179 نسمة ومساحتها 43.4 كم2 وترتفع عن سطح البحر 68 متر.

## أعلام
- عاموس كيندال
- كولين غرين
- إسحاق فليتشير
- إيلين سوالو ريتشاردز